# Macornay
Macornay est une commune française située dans le département du Jura, dans la région culturelle et historique de Franche-Comté et la région administrative Bourgogne-Franche-Comté.

## Géographie
Macornay est situé dans le Revermont, à 5 minutes du centre ville de la préfecture du département du Jura, Lons-le-Saunier, mais à l'écart des grands axes de circulation. Situé à l'intersection des routes menant à Vernantois, Bornay et St-Julien, il est planté à l'entrée de la reculée de Vaux sous Bornay.
Macornay est composé d'un village, avec une place qui outre la couverture en lauzes de son église a conservé sa fontaine et son lavoir monumental, et de ses deux hameaux : la Fontaine aux Daims et Vaux-sous-Bornay.
Le territoire de la commune occupe une superficie de 459 hectares à une altitude variant de 250 à 500 mètres.
La diversité de l'environnement ajoute aux rives de la Sorne et du Savignard, une cascade, une grotte (avec ses chauves souris) et la réserve naturelle de Mancy dont les 2/3 de la surface se trouvent sur le territoire de Macornay.
Les vignobles de coteaux, autrefois réputés, ont disparu.

### Réserves naturelles
La commune possède deux réserves naturelles :
- Une réserve naturelle nationale (RNN) : la Grotte de Gravelle (RNN110) créée en 1992[1].
- Une réserve naturelle régionale (RNR) : la Côte de Mancy (RNR117) créée en 2010, réserve qu'elle partage avec la commune de Lons-le-Saunier[2].

### Communes limitrophes
Distance des pôles régionaux
- Petite montagne et région des lacs (Chalain, Clairvaux ...) à 30 minutes ;
- Dole à 45 minutes ;
- Bourg-en-Bresse à 45 minutes ;
- Haut Jura, station des Rousses à 1 heure ;
- Besançon à 1 heure 15 ;
- Lyon à 1 heure 30.

### Climat
Pour des articles plus généraux, voir Climat de la Bourgogne-Franche-Comté et Climat du département du Jura.
En 2010, le climat de la commune est de type climat de montagne, selon une étude du Centre national de la recherche scientifique s'appuyant sur une série de données couvrant la période 1971-2000. En 2020, Météo-France publie une typologie des climats de la France métropolitaine dans laquelle la commune est exposée à un climat semi-continental et est dans la région climatique  Jura, caractérisée par une forte pluviométrie en toutes saisons (1 000 à 1 500 mm/an), des hivers rigoureux et un ensoleillement médiocre. 
Pour la période 1971-2000, la température annuelle moyenne est de 10,8 °C, avec une amplitude thermique annuelle de 17,4 °C. Le cumul annuel moyen de précipitations est de 1 268 mm, avec 13,2 jours de précipitations en janvier et 9 jours en juillet. Pour la période 1991-2020, la température moyenne annuelle observée sur la station météorologique de Météo-France la plus proche, « Lons le Saunier », sur la commune de Montmorot à 4 km à vol d'oiseau, est de 11,8 °C et le cumul annuel moyen de précipitations est de 1 147,4 mm. 
La température maximale relevée sur cette station est de 39,8 °C, atteinte le 12 août 2003 ; la température minimale est de −19,6 °C, atteinte le 9 janvier 1985,,. 
Les paramètres climatiques de la commune ont été estimés pour le milieu du siècle (2041-2070) selon différents scénarios d'émission de gaz à effet de serre à partir des nouvelles projections climatiques de référence DRIAS-2020. Ils sont consultables sur un site dédié publié par Météo-France en novembre 2022.

## Urbanisme

### Typologie
Au 1er janvier 2024, Macornay est catégorisée ceinture urbaine, selon la nouvelle grille communale de densité à sept niveaux définie par l'Insee en 2022.
Elle appartient à l'unité urbaine de Lons-le-Saunier, une agglomération intra-départementale regroupant onze  communes, dont elle est une commune de la banlieue,,. Par ailleurs la commune fait partie de l'aire d'attraction de Lons-le-Saunier, dont elle est une commune de la couronne,. Cette aire, qui regroupe 139 communes, est catégorisée dans les aires de 50 000 à moins de 200 000 habitants,.

### Occupation des sols
L'occupation des sols de la commune, telle qu'elle ressort de la base de données européenne d’occupation biophysique des sols Corine Land Cover (CLC), est marquée par l'importance des territoires agricoles (54 % en 2018), en diminution par rapport à 1990 (55,3 %). La répartition détaillée en 2018 est la suivante : 
prairies (42,3 %), forêts (32 %), zones urbanisées (14,1 %), zones agricoles hétérogènes (11,7 %). L'évolution de l’occupation des sols de la commune et de ses infrastructures peut être observée sur les différentes représentations cartographiques du territoire : la carte de Cassini (XVIIIe siècle), la carte d'état-major (1820-1866) et les cartes ou photos aériennes de l'IGN pour la période actuelle (1950 à aujourd'hui).

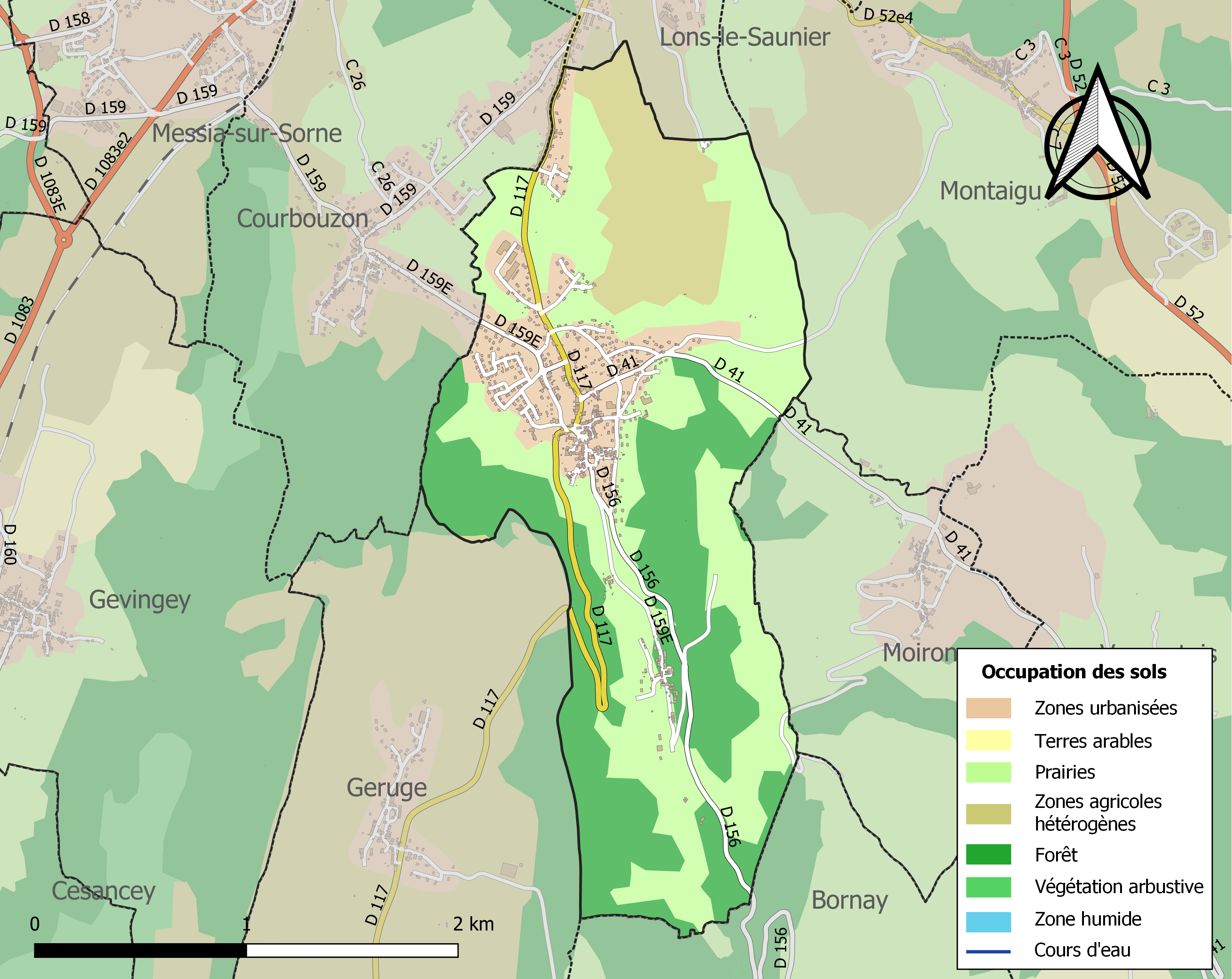
Carte des infrastructures et de l'occupation des sols de la commune en 2018 (CLC).

## Politique et administration
| Période   | Période  | Identité       | Étiquette     | Qualité                                           |
| --------- | -------- | -------------- | ------------- | ------------------------------------------------- |
| mars 2001 | En cours | Michel Fischer | DVG puis LREM | Cadre, suppléant de la Députée Danielle Brulebois |

## Démographie
L'évolution du nombre d'habitants est connue à travers les recensements de la population effectués dans la commune depuis 1793. Pour les communes de moins de 10 000 habitants, une enquête de recensement portant sur toute la population est réalisée tous les cinq ans, les populations de référence des années intermédiaires étant quant à elles estimées par interpolation ou extrapolation. Pour la commune, le premier recensement exhaustif entrant dans le cadre du nouveau dispositif a été réalisé en 2006.

En 2022, la commune comptait 1 027 habitants, en évolution de +4,8 % par rapport à 2016 (Jura : −0,81 %, France hors Mayotte : +2,11 %).
| 1793 | 1800 | 1806 | 1821 | 1831 | 1836 | 1841 | 1846 | 1851 |
| ---- | ---- | ---- | ---- | ---- | ---- | ---- | ---- | ---- |
| 373  | 380  | 456  | 513  | 619  | 655  | 688  | 690  | 760  |

| 1856 | 1861 | 1866 | 1872 | 1876 | 1881 | 1886 | 1891 | 1896 |
| ---- | ---- | ---- | ---- | ---- | ---- | ---- | ---- | ---- |
| 678  | 664  | 677  | 742  | 683  | 650  | 653  | 610  | 601  |

| 1901 | 1906 | 1911 | 1921 | 1926 | 1931 | 1936 | 1946 | 1954 |
| ---- | ---- | ---- | ---- | ---- | ---- | ---- | ---- | ---- |
| 531  | 533  | 509  | 476  | 509  | 511  | 506  | 581  | 538  |

| 1962 | 1968 | 1975 | 1982 | 1990 | 1999 | 2006  | 2011  | 2016 |
| ---- | ---- | ---- | ---- | ---- | ---- | ----- | ----- | ---- |
| 555  | 579  | 550  | 627  | 780  | 880  | 1 002 | 1 010 | 980  |

| 2021  | 2022  | - | - | - | - | - | - | - |
| ----- | ----- | - | - | - | - | - | - | - |
| 1 003 | 1 027 | - | - | - | - | - | - | - |

## Lieux et monuments
L'église de Macornay est dédiée à Notre-Dame de la Nativité et fait partie de la paroisse Saint Pierre-François Néron du doyenné de Lons-le-Saunier du diocèse de Saint-Claude.

## Personnalités liées à la commune
- Narcisse Patouillard (1854 Macornay - Paris 1926), mycologue.
- Pierre Morel (1930-2011), coureur cycliste.